# Équipe de Belgique de football en 1906
Maillots
Chronologie
Saison précédente Saison suivante
L'équipe de Belgique de football réalise  en 1906 trois matchs internationaux qui se soldent par autant de victoires. Cette équipe entre dans l'histoire du football belge puisque les joueurs sont pour la première fois gratifiés par le journaliste Pierre Walckiers du surnom de « Diables Rouges », en référence à la couleur du maillot national, à la combativité et aux succès des internationaux cette année-là.

## Résumé de la saison
C'est en commentant cette saison 1906 parfaite que Pierre Walckiers, directeur-éditeur de La Vie Sportive, écrivit pour la première fois que les internationaux belges s'étaient battus comme de véritables « diables rouges », en référence à la couleur de leur équipement. L'expression fut d'emblée adoptée par la presse et le public mais ne devint officielle, et même protégée par un copyright, que bien plus tard.

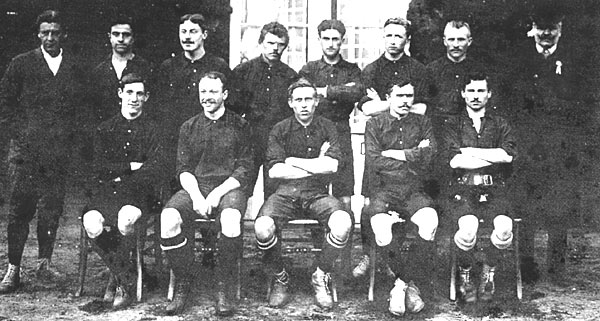
L'équipe nationale belge le 29 avril 1906 avant la rencontre contre les Pays-Bas à Anvers.

Les Diables Rouges se déplacent à Saint-Cloud le 22 avril pour y affronter la France et remportent une nette victoire (5-0),,. Malgré la lourde défaite, Georges Crozier en profite pour entrer dans l'histoire en devenant le premier gardien de l'équipe de France de football à stopper un penalty.
Le 29 avril, l'équipe nationale belge reçoit les Pays-Bas à Anvers pour le trophée annuel de la Coupe Van den Abeele et s'impose une nouvelle fois très largement (5-0),,. En seconde période, Robert De Veen inscrit un hat trick en l'espace de 30 minutes.
Huit jours plus tard, en préparation au match face à leurs voisins du nord, les Diables Rouges rencontrent les professionnels anglais de Southampton. Le 6 mai, sur le terrain du Racing, ils s'inclinent (1-2). Cette dernière rencontre ne figure toutefois pas sur les tablettes puisqu'elle opposa l'équipe nationale à une équipe de club, et n'est donc pas considérée comme officielle.
Les Pays-Bas invitent ensuite la Belgique le 13 mai à disputer la 2e Rotterdamsch Nieuwsblad Beker à Rotterdam et sont défaits (3-2) en encaissant trois buts dans le dernier quart d'heure.
L'année avait toutefois commencé un peu plus tôt pour les footballeurs belges. Ils avaient en effet traversé la Manche pour la première fois, le 6 janvier, afin de rencontrer les Corinthians pour un match de préparation. Les amateurs londoniens infligent une très lourde défaite à la sélection belge (12-0), qui n'est cependant pas reconnue officiellement puisqu'il s'agit d'un match contre une équipe de club. Les journaux de l'époque évoquent une traversée en bateau catastrophique et un mal de mer qui n'avait épargné aucun joueur.
Le 21 septembre, le comité de sélection accueille Louis Convert et Achille Grant-Dalton.

## Les matchs
| Match amical                                                   | France  | 0 - 5   | Belgique                                                   | Stade de la Faisanderie Saint-Cloud, France |                                         |
| 22 avril 1906 · 15:30 heure locale · Historique des rencontres |         | (0 – 3) | R. Feye 30e 35e · Van Hoorden 40e · Robert De Veen 58e 60e | Spectateurs : 515 Arbitrage : Jack Wood     | Spectateurs : 515 Arbitrage : Jack Wood |
| 22 avril 1906 · 15:30 heure locale · Historique des rencontres | Rapport |         |                                                            | Spectateurs : 515 Arbitrage : Jack Wood     | Spectateurs : 515 Arbitrage : Jack Wood |

| Match amical Coupe Van den Abeele                              | Belgique                                                     | 5 - 0   | Pays-Bas | Kiel Anvers, Belgique                                 |                                                       |
| 29 avril 1906 · 14:30 heure locale · Historique des rencontres | Vanden Eynde 15e · Goetinck 40e · Robert De Veen 52e 68e 80e | (2 – 0) |          | Spectateurs : 2 000 Arbitrage : Patrick Harrower (en) | Spectateurs : 2 000 Arbitrage : Patrick Harrower (en) |
| 29 avril 1906 · 14:30 heure locale · Historique des rencontres | Rapport                                                      |         |          | Spectateurs : 2 000 Arbitrage : Patrick Harrower (en) | Spectateurs : 2 000 Arbitrage : Patrick Harrower (en) |

| Match amical Rotterdamsch Nieuwsblad Beker                   | Pays-Bas                            | 2 - 3   | Belgique                         | Schuttersveld Rotterdam, Pays-Bas               |                                                 |
| 13 mai 1906 · 14:00 heure locale · Historique des rencontres | Muller 32e · van der Vinne (en) 54e | (1 – 0) | Cambier 76e 88e · Destrebecq 81e | Spectateurs : 7 000 Arbitrage : Herbert Willing | Spectateurs : 7 000 Arbitrage : Herbert Willing |
| 13 mai 1906 · 14:00 heure locale · Historique des rencontres | Rapport                             |         |                                  | Spectateurs : 7 000 Arbitrage : Herbert Willing | Spectateurs : 7 000 Arbitrage : Herbert Willing |

## Les joueurs
| Joueurs                  | Joueurs                  | Amical | Amical | Amical |
| ------------------------ | ------------------------ | ------ | ------ | ------ |
| Gardiens de but          |                          |        |        |        |
| Robert Hustin            | Racing Club de Bruxelles | 90     | 90     | 90     |
| Défenseurs               |                          |        |        |        |
| Roger Piérard            | Union Saint-Gilloise     | 90     | 90     | 90     |
| Edgard Poelmans          | Union Saint-Gilloise     | 90     | 90     | 90     |
| Guillaume Vanden Eynde   | Union Saint-Gilloise     | 90     | 90     | 90     |
| Charles Cambier          | FC Brugeois              | 90     | 90     | 90     |
| Milieux                  |                          |        |        |        |
| Camille Van Hoorden      | Racing Club de Bruxelles | 90     | 90     | 90     |
| Alphonse Wright          | Racing Club de Bruxelles | 90     | 90     | 90     |
| René Feye                | Léopold Football Club    | 90 ,   | 90     |        |
| Alexandre Wigand         | Union Saint-Gilloise     |        |        | 90     |
| Attaquants               |                          |        |        |        |
| Robert De Veen           | FC Brugeois              | 90 ,   | 90     | 90     |
| Pierre-Joseph Destrebecq | Union Saint-Gilloise     | 90     | 90     | 90     |
| Hector Goetinck          | FC Brugeois              | 90     | 90     | 90     |

1. 1 2 3 4 5  Première sélection officielle pour le joueur.
2. 1 2 3 4 5  Premier but officiel pour le joueur.
3. 1 2  Dernière sélection officielle pour le joueur.

## Sources